# Maria Malibran

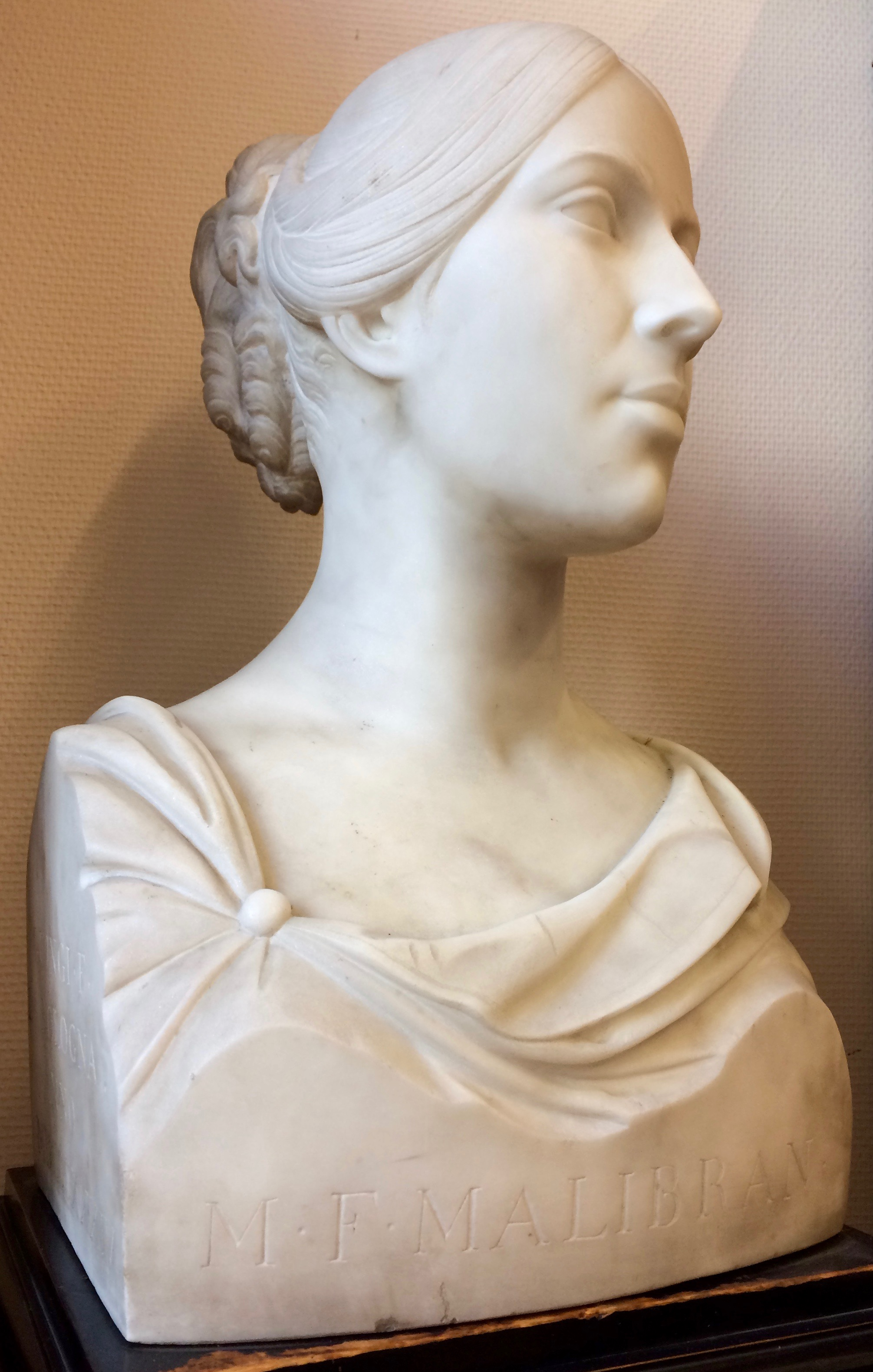
Buste door F. Giungi, 1834

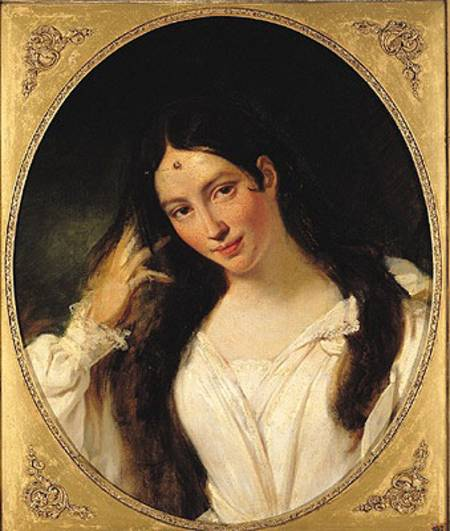
La Malibran door François Bouchot, 1831 (Louvre, Parijs)

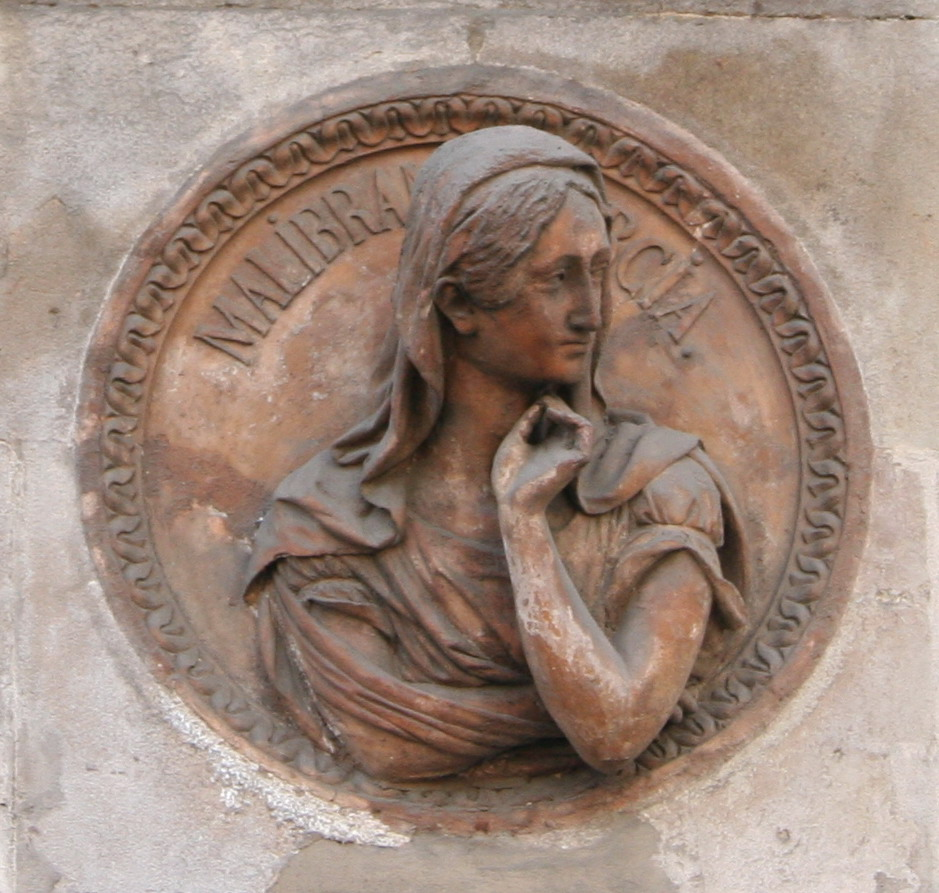
Malibran op de gevel van het Teatre Principal in Barcelona (1847)

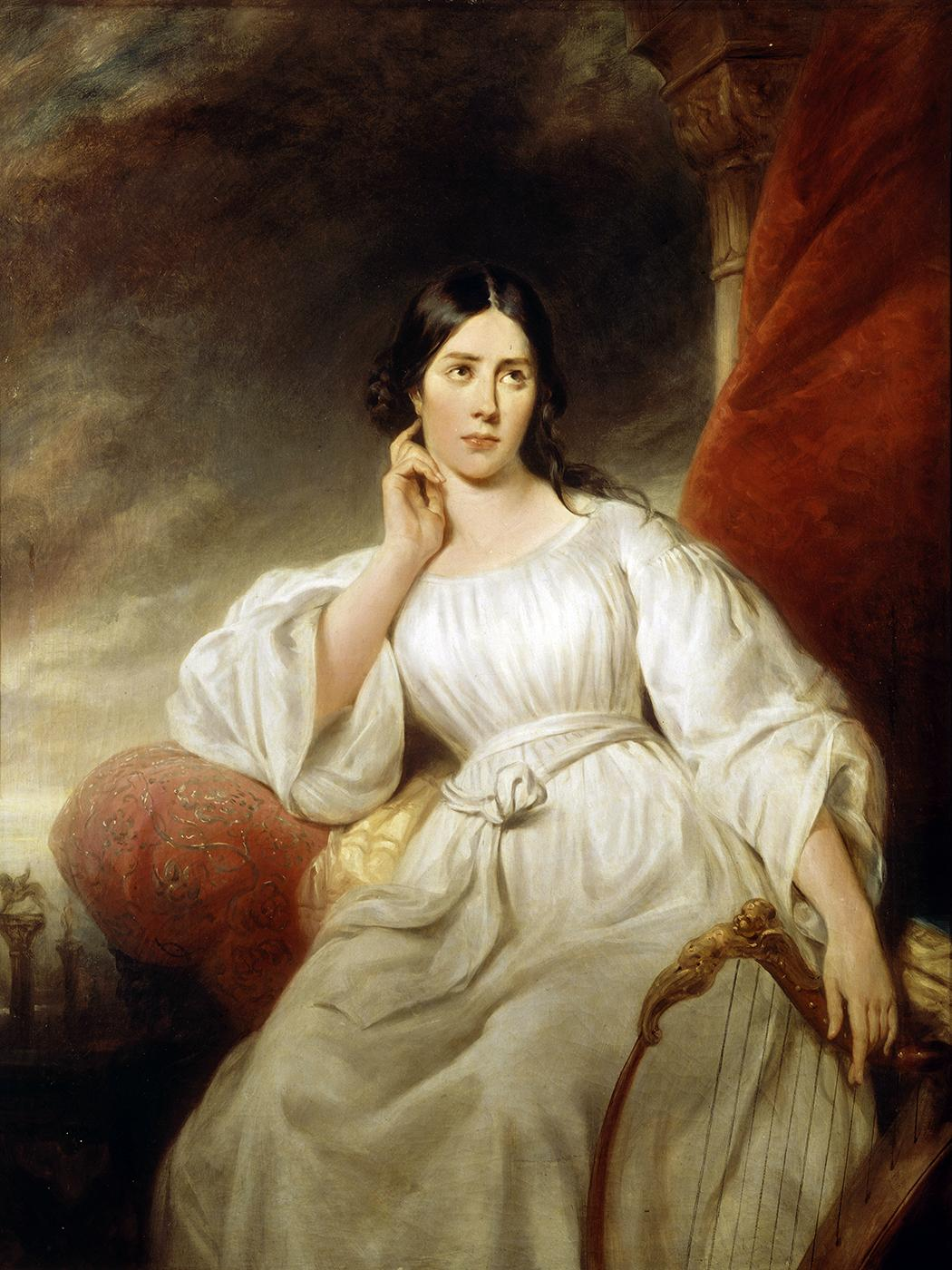
Maria Malabran door Henri Decaisne, ca. 1831 (Musée Carnavalet, Parijs)

Het Teatro Malibran in Venetië

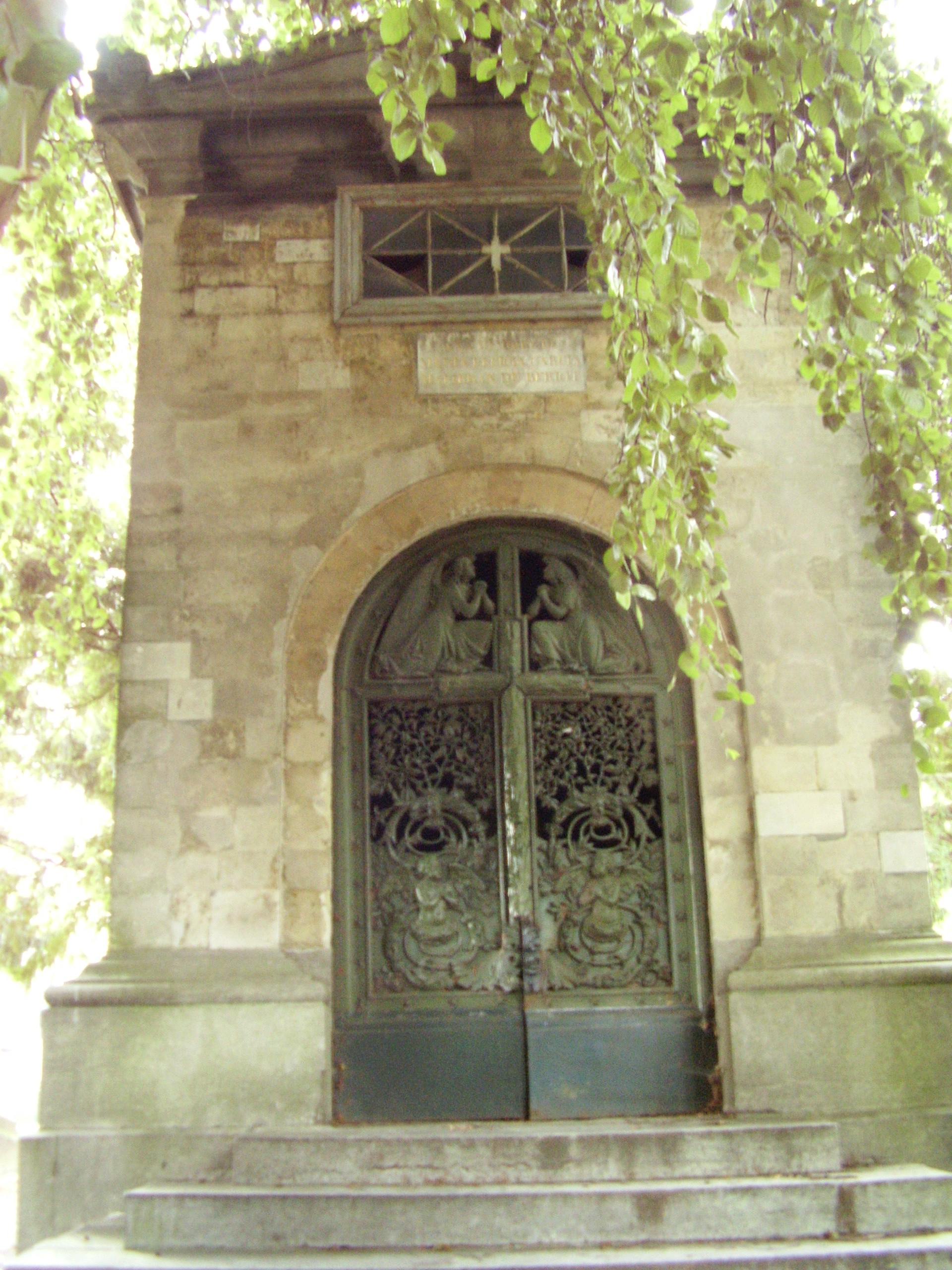
Graf van La Malibran op de begraafplaats van Laken

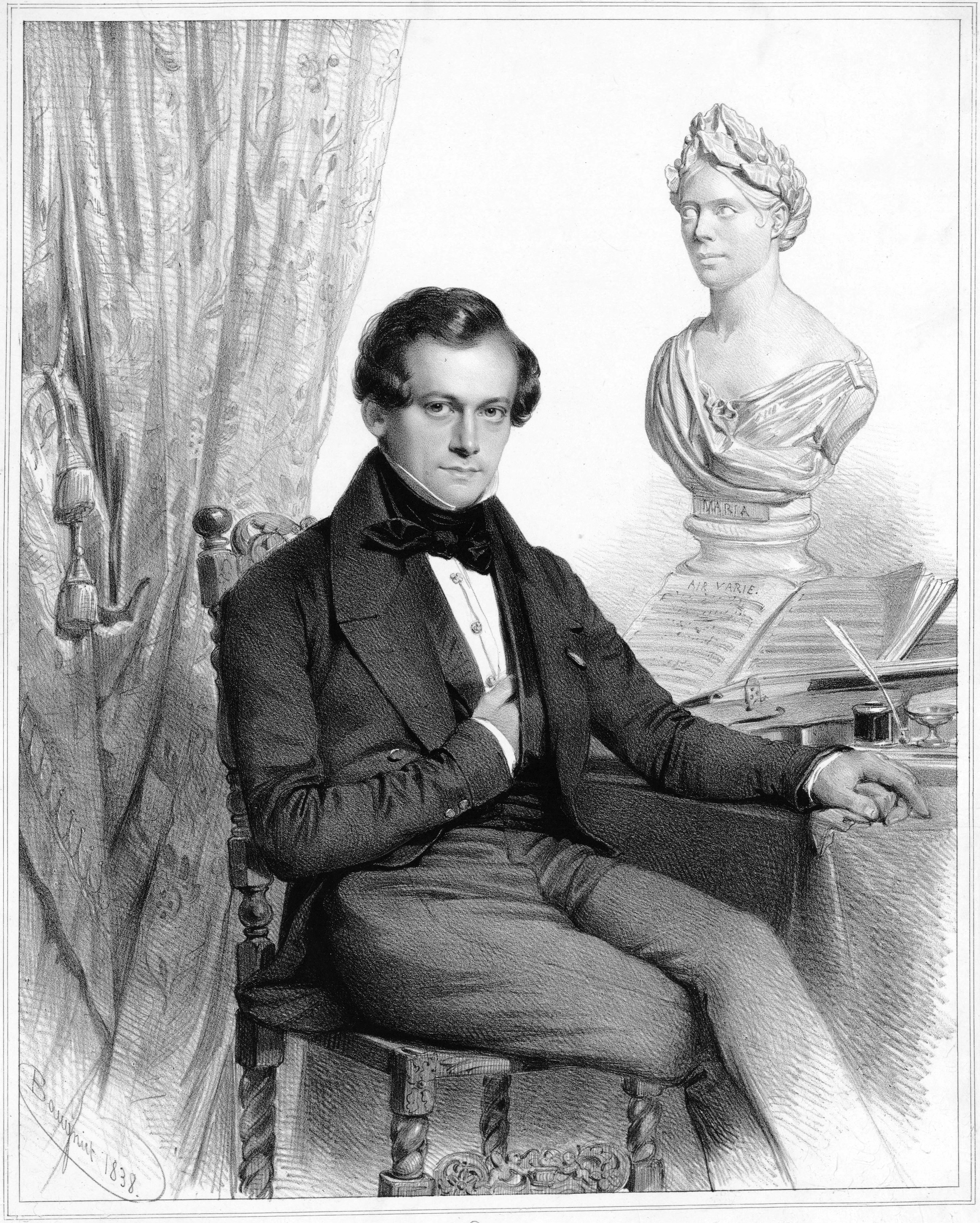
Litho van Bériot bij de buste van zijn overleden vrouw (Charles Baugniet, 1838)

Maria Malibran, geboren als María Felicia García Sitches (Parijs, 24 maart 1808 – Manchester, 23 september 1836), was een Spaans-Franse operazangeres. Ze werd bekend als prima donna onder de namen 'La Mariquita' in Spanje, als 'La Malibran' in Frankrijk, als 'La Signorina' in de Verenigde Staten, als 'Marrietta' in Italië en als 'Madame Malibran' in Engeland.

## Biografie
Malibran was een dochter van de Andalusische tenor, componist en zangpedagoog Manuel del Pópulo Vicente García en de sopraan Joaquina Sitches. Haar zuster Pauline Viardot-García werd componiste en zangeres en haar broer Manuel Patricio Rodríguez García was bariton en schreef een lesmethode voor zangers.
Malibran maakte op 11 juni 1825 op zeventienjarige leeftijd in Londen haar debuut als invallende understudy voor Rosina in Il barbiere di Siviglia van Gioacchino Rossini. Haar stem wordt beschreven als mezzosopraan, maar zij zong regelmatig als sopraan. Haar loopbaan stond voor een deel in het teken van de stijgende populariteit van Rossini. Zij zong een aantal premières van zijn opera's. Zij zong in La Cenerentola, in Tancredi, in La Gaza Ladra, Semiramide, Alceste en Otello. In een voorstelling in New York waaraan ook Lorenzo da Ponte meewerkte, zong zij Zerlina in de Amerikaanse première van Don Giovanni van Wolfgang Amadeus Mozart.
In New York huwde de toen zeventienjarige Maria met de 45-jarige bankier Eugène Malibran. Volgens een tenor dacht ze een rijk huwelijk te sluiten en wilde zich terugtrekken van het toneel. Anderen houden het erop dat ze wilde ontkomen aan haar tirannieke vader, die naar verluidt 100.000 frank ontving van de bankier. In elk geval stond hij op de rand van een faillissement. Malibran maakte zich onafhankelijk van haar echtgenoot door in Philadelphia en New York optredens te geven. Zij keerde in 1827, alleen, terug naar Parijs, waar familievriend Rossini haar loopbaan bevorderde. Malibran trad op in Frankrijk en in Londen.
In de kunstenaarskringen rond Rossini, met onder anderen George Sand, Ignaz Moscheles, Thalberg, Paganini, Alphonse de Lamartine en Alfred de Musset, was de burgerlijke moraal van de 19e eeuw niet belangrijk. Malibran leefde in Parijs openlijk samen met haar nieuwe liefde Charles de Bériot, de vioolvirtuoos die ze in 1829 had leren waarderen tijdens een privéconcert op het kasteel van Chimay. De hoge adel en bourgeoisie aanvaardden het concubinaat niet en de ooit zo populaire Malibran werd buitengesloten. In de kastelen en de grote salons was zij niet langer reçue. Omdat zij in Parijs niet langer geld verdiende met huisconcerten week La Malibran, de non-conformistische heldin van de vooruitstrevende en romantisch voelende jeugd, uit naar Londen.
In 1831 kwam Eugène Malibran naar Europa. Hij wilde een aandeel in de inkomsten en bezittingen van zijn rijk geworden vrouw. Hij trof haar aan in gezelschap van een pasgeboren kind dat zijn naam droeg, Charles-Wilfrid de Bériot, maar niet door hem kon zijn verwekt. Ze weigerde om hem geld te geven en ging in staking, zodat hij geen inkomsten kon opeisen. Na 1832 trad ze niet meer in het openbaar op binnen de grenzen van Frankrijk.
La Malibran maakte een tournee door Italië, waar zij in onder andere Napels, Bologna, Venetië, Lucca, Rome en Milaan optrad. Zij werd ook in het vaderland van de belcanto een gevierd zangeres en liet zich kennen als een onafhankelijk denkende vrouw. Zij weigerde op te treden voor de Napolitaanse koning, omdat deze de bezoekers aan het Teatro San Carlo verbood om te applaudisseren. In het door Oostenrijk overheerste Milaan stond zij erop de opera Maria Stuarda van Gaetano Donizetti ongecensureerd uit te voeren. Zij oogstte succes met Bellini's I Capuleti e i Montecchi (een opera over Romeo en met Norma). Haar zelfstandigheid maakte haar tot een idool van de Italiaanse onafhankelijkheidsbeweging.
Ondertussen leefde Malibran sinds 1827 gescheiden van haar echtgenoot en voerde ze eindeloze procedures om het huwelijk te beëindigen, met behulp van haar vriend Markies de la Fayette en later van advocaat Louis Viardot. Uiteindelijk sprak een rechtbank in Parijs in 1836 de nietigheid van haar huwelijk uit wegens gesloten door een onbevoegde consul. Enkele maanden later, op 29 maart, hertrouwde ze met Charles-Auguste de Bériot, de biologische vader van haar kind. Felix Mendelssohn componeerde voor de gelegenheid een aria voor sopraan met vioolbegeleiding. Het nieuwe paar ging wonen in de groene buitenwijken van Brussel, eerst in Sint-Gillis en daarna in de villa die ze lieten bouwen te Elsene. Haar moeder en haar zus Pauline woonden er ook.
Malibran, terug zwanger, vertrok met Bériot op tournée naar Engeland, waar ze optraden in Drury Lane. Op 5 juli ging ze in gezelschap een ritje te paard maken in Regent’s Park. Malibran droeg tijdens haar reizen mannenkleren, mende zelf haar koets en nam risico's te paard. Toen ze deze keer in een flukse galop ging, sloeg het paard meteen op hol en verloor ze de controle. In een poging eraf te springen raakte ze vast in de stijgbeugel en werd ze voortgesleept, haar hoofd meermaals tegen de grond bonkend. Zij brak haar rechterpols en kneusde haar rechterarm. Op haar hoofd zat een kneuzing zo groot als een ei en een krantenverslag sprak van "interne verwondingen". Ze hield het zo goed als mogelijk verborgen en trad de volgende dag gewoon op. Op twee opeenvolgende dagen zong ze vier rollen, waaronder La sonnambula. In een brief naar huis schreef zij dat haar stem het begaf, maar dat ze de Engelsen hun zin zou geven.
Terug thuis in Elsene verborg ze haar beroerde toestand, behalve voor haar zus Pauline, tegen wie ze haar doodsgedachten uitsprak. Ze bleef het land afreizen, met concerten in Luik, Aken en Rijsel. Daarna volgde het festival van Manchester. Op de tweede dag, 14 september 1836, voerde ze het finale nummer op, Vanne: se albergho in petto uit de opera Andronico van Saverio Mercadante. Het was een duet waarin haar tegenspeelster Caradori-Allan verder ging dan wat gerepeteerd was. Het enthousiaste publiek vroeg om een toegift, waarop Malibran tegen dirigent George Smart zei dat het haar dood zou worden. Sir George reageerde dat ze het dan niet moest doen, maar ze riposteerde dat ze haar rivale tegen de vlakte zou zingen. Na een intense en virtuoze improvisatie, verliet de zwangere zangeres het podium en kreeg ze een toeval in de coulissen. Terwijl haar nietsvermoedende echtgenoot opkwam en een allegro inzette, besloot de dokter dat alleen een aderlating haar kon redden. De dag na deze fatale ingreep maakte ze zich nog klaar om een recital te geven, maar de kracht ontbrak haar. Ze raakte in coma en overleed enkele dagen later in het Mosley Arms Hotel, waarschijnlijk aan een epidurale bloeding ten gevolge van de val. Tegelijk is geopperd dat haar zelfopgelegde regime, voorbij de druk van contracten en impresario's, blijk gaf van een doodswens.
In het Europa van de romantiek voerde Malibrans 'dood op het podium' de cultus rond haar persoon volledig ten top. Ondertussen ontstond getouwtrek rond het lijk. De dokters die aan haar ziekbed hadden gestaan, beschuldigden elkaar en het overijlde vertrek van de ingestorte Bériot uit Engeland werd als verdacht aangemerkt. In afwezigheid van de familie werd ze plechtig begraven in de Collegiate Church van Manchester. Haar graf in de zuidvleugel kreeg het opschrift María Felicidad de Bériot, maar toen Bériot per brief het lichaam opeiste, aarzelden de plaatselijke notabelen niet om de geldigheid van zijn huwelijk in vraag te stellen. Ondertussen eiste The Lancet een exhumatie om het lijk te doen schouwen door een coroner. Er werd een zaak aangespannen voor het hof van York en Leopold I wendde zijn koninklijke invloed aan bij zijn Engelse evenknie, maar uiteindelijk was het moeder Garcia die vanuit Vlissingen afreisde en het lichaam van haar dochter loskreeg. Het stoffelijk overschot van Malibran ging vanuit Dover per boot naar België, waar het op 3 januari 1837 onder militaire escorte naar haar Elsense huis werd gebracht. Daar werd het enkele dagen opgebaard in een chapelle ardente en vervolgens bijgezet op de begraafplaats van Laken.

## Grafmonument
In het met een mozaïekvloer beklede mausoleum van Tieleman Franciscus Suys staat een beeldhouwwerk van Willem Geefs uit carraramarmer (1842). Het toont Malibran in haar favoriete rol van La Norma. Eronder luidt het grafschrift van Lamartine:

Beauté, génie, amour, furent son nom de femme
Ecrit dans son regard, dans son coeur, dans sa voix
Sous trois formes au Ciel appartenait cette âme.
Pleurez, terre! et vous Cieux, acceuillez-la trois fois!

Het beeld van Geefs inspireerde Marguerite Yourcenar, wier familie naast het mausoleum lag, tot de slotverzen van een sonnet:

Et debout, à l'écart de ces messieurs et dames,
Pour quelques connaisseurs relisant leur programme,
La Malibran soupire un air de Rossini.

## Herdenking en eerbetoon
Malibran was een publieksidool en haar portret werd op sieraden, pijpenkoppen en portretbustes vereeuwigd. Tot 25 jaar na haar dood werden dergelijke Malibran-memorabilia gefabriceerd. Er zijn geen foto's van Malibran gemaakt, maar er zijn tal van schilderijen en prenten. Ook haar dodenmasker van gips is bewaard gebleven.
Het Teatro Malibran van Venetië werd naar haar genoemd, sinds ze na een optreden daar op 7 april 1835 haar honorarium geweigerd had met de suggestie dat ze het geld beter konden besteden aan de opknap van het vervallen gebouw.
Talrijke kunstwerken werden aan haar gewijd, onder meer de stances A la Malibran van Alfred de Musset (1837).
Jules Verne noemde Stilla, de heldin van zijn roman Le château des Carpathes, een "andere Malibran".
La belle Rosine van Antoine Wiertz was volgens de schilder geïnspireerd door La Malibran.
In 1944 kwam de film La Malibran van Sacha Guitry uit en Werner Schroeter maakte in 1972 Der Tod der Maria Malibran.
In Elsene zijn de Malibranstraat en de Korte Malibranstraat naar haar genoemd, vlak bij haar toenmalige landhuis.
In 2008 reisde de Italiaanse sopraan Cecilia Bartoli door Europa met een mobiel Malibran-museum. Zij verzamelde souvenirs en portretten en maakte een CD met aria's en liederen die ook door Malibran waren gezongen.

## Fonds Maria Malibran
Het Koninklijk Conservatorium van Brussel bewaart een Fonds Maria Malibran, in 1913 nagelaten door de militair Henri Emmanuel Wauwermans.
Ook de Association des Amis d'Ivan Tourguéniev, Pauline Viardot et Maria Malibran bezit een collectie.

## Composities
- Spread Thy Light Wings (lied)
- Il mattino (lied)
- Rataplan (lied)
- La Voix qui dit: je t'aime (lied)
- Le Prisonnier (lied)
- Nel dolce incanto (slotaria voor Donizetti's L'elisir d'amore)

## Voetnoten
1. ↑  Op 23 maart 1826 voor de consul van Frankrijk
2. ↑  Brief van Giuseppe Pasta, 14 maart 1826
3. ↑  Artikel in La Rampe et les Coulisses, 1831
4. ↑  Artikel in The Harmonicon, Londen, 1831
5. ↑  A. F. Couturier de Vienne, Études historiques et critiques sur la législation civile et criminelle en France, 1845, p. 30
6. ↑  Hilary Poriss, Maria Malibran, I Capuleti e i Montecchi, and a Tale of Suicide, in: Changing the Score. Arias, Prima Donnas, and the Authority of Performance, 2009, p. 128. Gearchiveerd op 10 september 2023.
7. ↑  Patrick Barbier, Pauline Viardot, 2009, p. 161
8. ↑  Hilary Poriss, Maria Malibran, I Capuleti e i Montecchi, and a Tale of Suicide, in: Changing the Score. Arias, Prima Donnas, and the Authority of Performance, 2009, p. 100-134. Gearchiveerd op 10 september 2023.
9. ↑  Illness and Death of Malibran, The Lancet, 8 oktober 1836. Gearchiveerd op 10 september 2023.
10. ↑  Getoond in een film over Malibran en Cecilia Bartoli op 20 september 2009 bij de NTS.
11. ↑  Album Belge: Cimetière de Laeken, 1929
12. ↑  Alfred de MUSSET (1810-1857). A la Malibran

- Biblioteca Nacional de España: XX1649804
- Bibliothèque nationale de France: cb11939490j (data)
- Gemeinsame Normdatei: 118781421
- International Standard Name Identifier: 0000 0001 1592 9486
- Library of Congress Control Number: n83162687
- Nationale Bibliotheek van Letland: 000342996
- MusicBrainz: 9c334817-f2e8-4a80-bf22-bd453c1a2046
- Nationale Bibliotheek van Tsjechië: js20080502002
- Nationale Bibliotheek van Israël: 987007276279405171
- Nationale Bibliotheek van Polen: a0000002380528
- Nederlandse Thesaurus van Auteursnamen: 070719349
- Istituto Centrale per il Catalogo Unico: CFIV120088
- SNAC: w6n307mq
- Système universitaire de documentation: 027329089
- Trove: 1027551
- Virtual International Authority File: 9855564
- WorldCat: E39PBJmP4ywJMRjW97x7yCmyBP